# She Bop
"She Bop" – piosenka z gatunku muzyki new wave stworzona na debiutancki album studyjny amerykańskiej piosenkarki Cyndi Lauper She's So Unusual (1983). Utwór wyprodukowany został przez Ricka Chertoffa oraz wydany jako trzeci singel promujący krążek dnia 2 lipca 1984 roku.
Piosenka została światowym hitem, plasując się w Top 10 list przebojów w Austrii, Australii, Japonii, Kanadzie, Nowej Zelandii, Stanach Zjednoczonych, Szwajcarii i Szwecji. W zestawieniu Billboard Hot 100 objęła miejsce trzecie. Teledysk promujący singel zdobył nominację do nagrody MTV Video Music w kategorii najlepszy wideoklip żeńskiego artysty. Samą kompozycję nagrodzono statuetką BMI, jako najlepsze nagranie popowe.

## Informacje o utworze
Piosenkę nagrywano latem 1983 roku w nowojorskim studio Record Plant. W 2013 roku, podczas trasy koncertowej organizowanej z okazji trzydziestolecia wydania albumu She's So Unusual, Lauper wyznała, że utwór rejestrowano, gdy stała nago w przyciemnionej kabinie nagraniowej.

## Lista utworów singla
US/UK 7" Single
1. "She Bop" – 3:38
2. "Witness" – 3:38

US 12" Single
1. "She Bop" (Special Dance Mix) – 6:16
2. "She Bop" (Instrumental) – 5:20

UK 12" Single
1. "She Bop" (Special Dance Mix) – 6:18
2. "She Bop" (Instrumental) – 5:20
3. "Witness" – 3:38